# Annandale (Minnesota)
Annandale – miasto w Stanach Zjednoczonych, w stanie Minnesota, w hrabstwie Wright.